# Liliana Fernández
Liliana Fernández Steiner (4 de janeiro de 1987) é uma jogadora de vôlei de praia espanhola.

## Carreira
Nos Jogos Olímpicos de Verão de 2016 ela representou  seu país ao lado de Elsa Baquerizo, caindo nas oitavas-de-finais.

## Títulos e resultados
- Future de Bujumbura do Circuito Mundial de Vôlei de Praia de 2023
- Future de Madrid do Circuito Mundial de Vôlei de Praia de 2023